# Gai Rabuleu
Gai Rabuleu (en llatí Caius Rabuleius) va ser un magistrat i polític romà del segle v aC. Formava part de la gens Rabuleia.
Va ser elegit tribú de la plebs l'any 486 aC i va intentar fer de mediador entre els dos cònsols per la disputa que havia esclatat entre ells per la llei Cassia agraria proposada pel cònsol Espuri Cassi Viscel·lí a la que s'hi oposava el seu col·lega Pròcul Virgini Tricost Rutil. Dionís d'Halicarnàs l'assenyala com a plebeu.